# Вяткин, Григорий Матвеевич
Григорий Матвеевич Вяткин (1900—1939) — советский деятель органов государственной безопасности, майор госбезопасности (1938). Депутат Верховного Совета УССР 1-го созыва.

## Биография
Родился в русской семье. Член РКП(б) с августа 1921, в 1920—1922 в РККА, в 1923—1924 слушатель Симбирской школы транспортного отдела ОГПУ. В 1924—1937 в Ново-Николаевском губернском отделе, Томске, Нижнеудинске, в Полномочном представительстве ОГПУ при СНК СССР — Управлении НКВД по Западно-Сибирскому краю, начальник III отделения VI отдела УГБ Управления НКВД по Западно-Сибирскому краю. В январе-июле 1937 заместитель начальника VI отдела УГБ Управления НКВД по Западно-Сибирскому краю. С июля 1937 по февраль 1938 начальник VI отделения VI отдела ГУГБ НКВД СССР. С февраля 1938 начальник управления НКВД по Житомирской области. Арестован 16 ноября 1938, осуждён ВКВС СССР 22 февраля 1939 к ВМН и на следующий день расстрелян. В 1999 было отказано в посмертной реабилитации.

### Звания
- 22 марта 1936 — лейтенант государственной безопасности;
- 29 января 1937 — старший лейтенант государственной безопасности;
- 2 декабря 1937 — капитан государственной безопасности;
- 15 июня 1938 — майор государственной безопасности.

### Награды
- 25 августа 1937 — знак «Почётный работник ВЧК-ОГПУ (XV)»;
- 19 декабря 1937 — орден «Знак Почёта»;
- 22 февраля 1938 — медаль «ХХ лет РККА».